# でんわ大好きKYU-KAN-CHO
- 電話大好き九官鳥
- でんわ大好き九官鳥
- 電話大好きKYU-KAN-CHO
- 電話大好きキューカンチョー
- でんわ大好きキューカンチョー

でんわ大好きKYU-KAN-CHO（でんわだいすきキューカンチョー）は、1983年10月10日から1987年4月2日までの間のナイターオフ期間（毎年度の10月から3月まで）の平日20時台 - 21時台に毎日放送（MBSラジオ）で放送されていたラジオワイド番組。

## 概要
ナイターシーズン中にこの時間で放送されている毎日放送ダイナミックナイター（現・MBSベースボールパーク）が放送されていない、毎年度の10月から3月までのナイターオフ期間に、1983年度から1986年度まで4期連続で放送されていた、「電話とラジオカーを使ったコミュニケーション番組」が基本コンセプトの番組。番組タイトルは九官鳥に由来する。電話リクエストの他、電話を使ってリスナーからメッセージやエピソードを募集したり、リスナーに取材をしたり、リスナーと電話をつないでゲームをするなど電話とその機能をフルに活用した構成で、本番組スタート当初は「電話とおしゃべりという、従来のラジオ番組の形を更に一歩進めたテレフォン・ショー」とも紹介されていた。
その後は、毎日その日のテーマを決めて、そのテーマに沿ってリスナーから電話でメッセージを募集して番組を進行するという構成が主となる。面白い話はもちろんのこと、普通では考えられないようなとんでもない話もよく紹介されていたという。
1985年度までは月曜日から金曜日までの放送だったが、1986年度のみ月曜日から木曜日までの放送だった。

## 放送時間
- 月曜日 - 金曜日 20:00 - 21:50 （1983年度＝1983年10月 - 1984年4月）
- 月曜日 - 金曜日 20:30 - 21:45 （1984年度＝1984年10月 - 1985年4月）
- 月曜日 - 金曜日 19:00 - 21:20 （1985年度＝1985年10月 - 1986年4月）
  - （途中19:30 - 20:00の枠は、『日産 極楽ワイド鶴ちゃんでーす!・名物直送なんだらぼっち』を内包）
- 月曜日 - 木曜日 20:00 - 21:35 （1986年度＝1986年10月 - 1987年4月）

## パーソナリティ

### 月曜 - 木曜
- 近藤光史（MBSアナウンサー）- 1983年度〜1986年度
- 小林京子（元・ピンク・ピクルス）- 1983年度〜1986年度

### 金曜日
- やしきたかじん - 1983年度〜1984年度
- 佐々木美絵（MBSアナウンサー）- 1983年度
- 八島洋子（MBSアナウンサー）- 1984年度
- 宮川大助・花子 - 1985年度[4]
- 柏木宏之（MBSアナウンサー） - 1985年度[4]

## 主なコーナー・企画
KYU-KAN-CHO号レポート
- その日の夕刊に載ったニュースの現場へ直行してレポート、またはその現場の方へ電話をつないで話を聞くなどしていた[2]。

追跡カーテレフォン
- 自動車電話を車内に置いている人に電話をつないで、家族や友人などからのメッセージを伝えたり、その人が今走っている場所の様子や道路の混雑状況を聞いたりしていた[3]。

花嫁は今
- 結婚直後の花嫁の家族や友人からの依頼を基に、新婚旅行中の花嫁に国内外問わず電話でつなぎ、取材をしていた[3]。

ハッピーバースデー 友情の輪
- 放送当日に誕生日を迎えたリスナーと電話をつないでメッセージをリクエスト曲と共に聞き、リクエスト曲を放送[3]。

KYU-KAN-CHOの宝探し
- ラジオから出された指示に沿って、リスナーが挑戦する宝探しゲーム[6]。

ベスト5発表
- その日発表されたテーマに沿って集まったリスナーからの電話によるメッセージの内容をランク付けして発表[6]。

僕の電話帳
メッセージBOX
- 他